# Problemi di sicurezza del taser
Il taser è un'arma ad impulsi elettrici meno letale, non non letale, poiché esiste la possibilità di lesioni gravi o morte ogni volta che l'arma viene utilizzata. È un marchio di arma a elettroshock venduto da Axon, precedentemente TASER International. Axon ha identificato un rischio maggiore nell'esposizione ripetuta, prolungata o continua all'arma; il Police Executive Research Forum afferma che l'esposizione totale non dovrebbe superare i 15 secondi.

## Problemi medici correlati

### Arresto cardiaco
Il taser può causare aritmia cardiaca in soggetti sani. I soggetti con una frequenza cardiaca elevata associata all'uso di droghe e sforzi fisici prolungati sono particolarmente predisposti a soffrire di arresto cardiaco e, se non trattati immediatamente, di morte improvvisa. La possibilità che un taser provochi un arresto cardiaco ha portato molti reparti a dotare ogni agente di polizia di un defibrillatore automatico esterno (AED).
Le condizioni mediche o l'uso di droghe possono aumentare significativamente tale rischio per i soggetti in una categoria a rischio. In alcuni casi, tuttavia, la morte si è verificata dopo l'uso di taser in combinazione con l'uso della sola forza, come nei casi di asfissia posizionale, senza evidenza di condizioni mediche di base e nessun uso di droghe.
Il cardiologo e elettrofisiologo di San Francisco Zian Tseng ha dichiarato alla Braidwood Inquiry che un individuo sano potrebbe morire a causa di una scarica di Taser, a seconda del posizionamento degli elettrodi sul torace e della tempistica delle scariche elettriche. Ha detto che il rischio di lesioni gravi o morte è aumentato dal numero di scariche, dall'aumento di adrenalina o in presenza di farmaci nel sangue e da un'anamnesi medica particolare. Dopo che Tseng ha iniziato a studiare i taser tre anni fa, Taser International lo ha contattato, chiedendogli di riconsiderare le sue dichiarazioni sui media e offrendogli "finanziamenti".

### Altri problemi medici
I dardi Taser penetrano nella pelle e quindi possono rappresentare un pericolo per la trasmissione di malattie attraverso il sangue. Quando si rimuove un dardo dei taser, è necessario attenersi ai requisiti OSHA (Occupational Safety and Health Administration) degli Stati Uniti e ai protocolli patogeni ematici.
Il processo di rimozione può anche essere indirizzato in un piano di controllo dell'esposizione (ECP) al fine di aumentare la sicurezza della rimozione dei dardi Taser
Un problema spesso sollevato con l'uso del Taser sono gli effetti dell'acidosi metabolica. Questa è una condizione temporanea in cui il corpo produce acido lattico all'interno dei muscoli allo stesso modo di un intenso esercizio fisico.

## Rischi del taser noti al produttore

### Interferenza con la respirazione
Taser International ha dichiarato in un bollettino di addestramento che le ripetute scariche di un taser possono "alterare la respirazione". Axon Si afferma inoltre che in stato di "excited delirium", essere colpiti ripetutamente con il taser può essere fatale. In tale stato, la limitazione fisica da parte della polizia unita allo sforzo da parte del soggetto è considerata suscettibile di provocare la morte o ulteriori lesioni. I critici del Taser hanno affermato che i dispositivi di elettroshock possono danneggiare apparecchiature elettriche delicate come i pacemaker, ma i test condotti dalla Cleveland Clinic ritengono che i taser non interferiscano con pacemaker e defibrillatori impiantabili.

### Arresti cardiaci e procedimenti giudiziari
Il 30 settembre 2009, il produttore Taser International ha emesso un avvertimento e nuove linee guida per le forze dell'ordine affinché mirino i colpi al di sotto del centro del torace in forza di una strategia secondo cui "evitare colpi al torace con l'arma evita le polemiche sul fatto che i taser facciano o no danni al cuore". Il servizio di polizia di Calgary ha indicato in un'intervista che la ratio per l'avvertimento era che "la nuova ricerca medica sta dimostrando che tanto più è vicina la parte colpita dal cuore più si ha una probabilità, o una possibilità, che possano influenzarne il ritmo".
Gli agenti sono raccomandati dalla ditta produttrice di Taser di evitare di colpire i sospetti nell'area del torace, citando il potenziale di arresti cardiaci, cause legali ed efficacia del dispositivo. Il commissario del Texas Centrale Richard McCain, il cui vice ha usato un'arma Taser contro una donna disarmata di 72 anni (vicenda finita in un contenzioso e conclusasi con un risarcimento da 40000 $), descrive la direttiva di Taser come "non proprio pratica".

## Rischi di lesioni da materiale infiammabile
I taser, come altri dispositivi elettrici, possono incendiare materiali infiammabili. Per questa ragione gli utilizzatori vengono espressamente invitati a non usarli dove possono essere presenti liquidi infiammabili o fumo, come stazioni di rifornimento e laboratori di metamfetamina.
Uno studio valutativo condotto nel 2001 dal Ministero dell'Interno britannico ha indagato sulla possibilità potenziale che i Taser inneschino il gas CS. Sono stati condotti sette studi in cui il gas CS contenente metilisobutilchetone (un solvente presente in tutti gli spray CS utilizzati dalla polizia del Regno Unito) è stato spruzzato su manichini che indossavano abiti comuni. I manichini furono quindi colpiti con il taser. In due delle sette prove, "le fiamme prodotte erano imponenti e hanno inghiottito la metà superiore del manichino, inclusa la testa". Ciò pone un problema particolare alle forze dell'ordine, in quanto alcuni dipartimenti di polizia approvano l'uso del gas CS prima dell'uso del Taser.

## Utilizzo come strumento di tortura
Il Comitato delle Nazioni Unite contro la tortura riferisce che l'uso di Taser può essere una forma di tortura, a causa del dolore acuto che provocano, e mette in guardia contro la possibilità di morte in alcuni casi. L'uso di pistole stordenti è stato condannato da Amnesty International come tortura, non solo per il dolore fisico causato dai dispositivi, ma anche per il loro elevato potenziale di abuso. Amnesty International ha riportato diversi presunti casi di uso eccessivo di elettroshock che probabilmente equivalgono alla tortura. Hanno anche sollevato forti preoccupazioni sull'uso di altri dispositivi di elettroshock da parte della polizia americana e nelle carceri americane, su come possono essere (e secondo Amnesty International, a volte sono) usati per infliggere dolore in maniera sadica alle persone.
I taser possono anche non lasciare i segni rivelatori che potrebbero essere presenti in uno scontro fisico convenzionale. Anche l'American Civil Liberties Union ha espresso preoccupazione per il loro utilizzo, così come l'organizzazione britannica per i diritti umani Resist Cardiac Arrest.

### Aumento del ricorso alla forza
I critici del Taser sostengono che gli agenti di polizia meno propensi al rischio ricorrono all'utilizzo di Taser in situazioni in cui altrimenti avrebbero usato alternative più convenzionali e meno violente, come cercare di ragionare con un sospetto in difficoltà.

## Progettazione "Non-letale"
Sebbene non siano tecnicamente considerati letali, alcune autorità e organizzazioni non governative mettono in dubbio il grado di sicurezza presentato da queste armi e le implicazioni etiche dell'uso di un'arma che alcuni, come Amnesty International, sostengono sia disumana. Di conseguenza, Amnesty International Canada e altre organizzazioni per le libertà civili hanno sostenuto che si dovrebbe porre una moratoria sull'uso di Taser fino a quando la ricerca non possa determinare un modo per utilizzarli in sicurezza. Amnesty International ha documentato oltre 500 morti avvenute dopo l'uso di Taser. Le fonti della polizia si chiedono se il Taser sia stata la vera causa di morte in questi casi, dato che molti dei decessi si sono verificati in persone con gravi condizioni mediche e/o grave intossicazione da droghe, spesso fino al cosiddetto "excited delirium".

## Uso del taser in excited delirium
In italiano, "excited delirium" può essere tradotto come "delirio agitato" o "delirio acuto" per descrivere lo stato di agitazione psicomotoria e confusione mentale associato a questa condizione. L'utilizzo del taser in presenza di un quadro di "excited delirium" è un argomento controverso, data la potenziale pericolosità di questa combinazione.
Excited delirium si riferisce a uno stato di agitazione psicomotoria intensa, confusione mentale, ipertermia (eccessiva temperatura corporea), e aggressività, spesso associato all'uso di droghe o a condizioni mediche. 
L'uso del taser che è un'arma elettrica che provoca una temporanea paralisi muscolare attraverso scariche elettriche, in soggetti affetti da "excited delirium" è problematico perché la condizione di per sé può aumentare il rischio di complicazioni gravi, come arresto cardiaco, e l'elettricità del taser potrebbe peggiorare ulteriormente la situazione, fino a portare alla morte. 
In Italia il taser è stato introdotto in Italia e il suo utilizzo è regolamentato, ma il suo impiego in situazioni di "excited delirium" solleva ancora preoccupazioni. Secondo Il Dubbio, viene sostenuto che potrebbe perfino essere un rimedio peggiore del male.
Pertanto la combinazione di "excited delirium" e taser è una situazione pericolosa che richiede molta cautela e attenzione, e la sua gestione è oggetto di dibattito e studio. 

### Validità del termine "excited delirium"
La comunità medica non riconosce il termine "excited delirium" come condizione medica valida e non è elencato nel Manuale diagnostico e statistico dei disturbi mentali. Mentre il termine e la condizione sono usati e aggressivamente promossi dal produttore, la comunità medica ha in gran parte respinto il termine come condizione medica valida.

## Comparazione con le alternative
Il termine "meno letale" rispetto a "non letale" viene usato più frequentemente quando ci si riferisce ad armi come i taser perché molti esperti ritengono che nessun dispositivo inteso a soggiogare una persona possa essere completamente sicuro. 
La categoria meno letale include anche dispositivi come spray al peperoncino, gas lacrimogeni, pistole antisommossa e manganelli, tutti fattori che sono stati segnalati come fattori contributivi o causali nei decessi.
Dal 2021 c'è anche l'alternativa del BolaWrap che è un'arma non letale che non può causare la morte.
I sostenitori del Taser affermano invece che le armi ad elettroshock come i Taser sono più efficaci di altri mezzi tra cui spray al peperoncino, manganelli o altri metodi convenzionali per infliggere dolore, incluse le pistole, per portare un soggetto a terra con il minimo sforzo.
I sostenitori del Taser affermano anche che le pistole elettriche sono un'alternativa più sicura ai dispositivi come le armi da fuoco. Taser International ora usa il termine "meno letale" invece di "non letale", il che non significa che l'arma non può causare la morte, ma che non è destinata ad essere fatale, e nella maggior parte dei casi non lo è. 
Un problema quando si confronta il Taser con altre forme di applicazione della forza è che non vengono mantenute statistiche precise negli Stati Uniti in caso di decessi legati alla polizia o all'uso di una forza eccessiva. Nel 2001, il New York Times ha riferito che il governo degli Stati Uniti non è in grado o non vuole raccogliere statistiche che mostrano il numero preciso di sospetti uccisi dalla polizia o la prevalenza dell'uso di una forza eccessiva.

## Test sul taser

### Esercito
Un memorandum del febbraio 2005 dell'Aberdeen Proving Ground, un sito di test per le armi dell'esercito degli Stati Uniti, scoraggiava di stordire i soldati con i taser in allenamento, contrariamente alle raccomandazioni di Taser International. Il direttore delle scienze della salute professionale dell'esercito ha avvertito che "Convulsioni e fibrillazione ventricolare possono essere indotte dalla corrente elettrica" e che "la pratica di usare queste armi nelle forze militari e civili dell'esercito americano in addestramento non è raccomandata, dati i potenziali rischi".

### Polizia
Il 5 luglio 2005 Michael Todd, allora capo della polizia di Grande Manchester, si lasciò colpire alla schiena con un Taser, per dimostrare con serenità che i Taser potessero essere usati in modo sicuro. L'episodio fu registrato in un video, e il video venne diffuso alla BBC il 17 maggio 2007. Todd indossava una semplice camicia. Quando venne colpito dal taser cadde in avanti di petto per terra, e in seguito disse "Non potevo muovermi, faceva un male del diavolo". "Non vorrei farlo di nuovo" aggiunse dopo essersi ripreso.
Sebbene test su volontari di polizia e militari abbiano dimostrato che i taser funzionino in modo appropriato su un individuo sano e calmo in un ambiente rilassato e controllato, l'obiettivo della vita reale di un taser è, se non mentalmente o fisicamente già sofferente, comunque in uno stato di forte stress e nel bel mezzo di uno scontro. Secondo la sottocommissione del Consiglio consultivo scientifico della difesa del Regno Unito sulle implicazioni mediche delle armi meno letali (DoMILL), "La possibilità che altri fattori come l'intossicazione da droghe, l'abuso di alcool, malattie cardiache preesistenti e farmaci terapeutici cardioattivi possano modificare la soglia per la generazione di aritmie cardiache non può essere esclusa." Inoltre, gli esperimenti dei Taser "non tengono conto dell'uso effettivo dei Taser da parte delle forze dell'ordine, con possibili shock ripetuti o prolungati e l'uso di restrizioni fisiche".
Gli agenti di polizia in almeno cinque stati degli Stati Uniti hanno intentato azioni legali contro Taser International sostenendo di aver subito gravi ferite dopo essere stati colpiti con il dispositivo durante le lezioni di formazione.
La letteratura medica riporta che un agente di polizia ha subito fratture vertebrali dopo essere stato colpito da un Taser durante una dimostrazione.

## Morti e feriti collegati all'utilizzo del Taser
Sebbene il loro scopo sia quello di evitare l'uso della forza letale (armi da fuoco), nel 2006 sono stati segnalati 180 decessi associati a taser negli Stati Uniti a partire dal 2006. Non è chiaro in ogni caso se il Taser sia stato la causa della morte, ma diversi legislatori negli Stati Uniti hanno fermato le procedure d'impiego richiedendo ulteriori studi sui loro effetti. Uno studio condotto da William Bozeman del Wake Forest Baptist Medical Center su circa 1.000 persone sottoposte a uso di Taser ha concluso che il 99,7% dei soggetti non ha riportato ferite o ha riportato ferite minori come graffi e lividi, mentre tre persone hanno riportato ferite abbastanza gravi da necessitare ricovero in ospedale e due persone sono morte. Lo studio di Bozeman ha scoperto che "... impatti del dardo anteriore accoppiato in maniera potenzialmente in grado di produrre un vettore di scarica dannoso per il cuore" si sono verificati nel 21,9% di tutti i colpi con il Taser. Diversi studi hanno concluso che l'uso dell'arma influenza direttamente la funzione cardiaca e cerebrale e può portare ad un arresto cardiaco e ad una frequenza cardiaca pericolosamente elevata.
ll capo dell'ufficio regionale sudamericano di Amnesty International, Jared Feuer, ha affermato che 277 persone negli Stati Uniti sono morte dopo essere state colpite da un Taser tra giugno 2001 e ottobre 2007, il che è già stato documentato. Ha anche affermato che circa l'80% di coloro su cui un Taser era stato usato dalla polizia degli Stati Uniti era disarmato. "I taser interferiscono con un'equazione di base, che è quella dove la forza deve essere sempre proporzionale alla minaccia", ha detto Feuer. "Sono utilizzati in una situazione in cui un'arma da fuoco o persino un bastone non sarebbero mai giustificati." Un portavoce di Taser International ha affermato che se una persona muore colpita da un "taser", la morte è istantanea e non avviene qualche giorno dopo.
Il giornale The Guardian gestiva un database, The Counted, nel 2015, che registrava uccisioni statunitensi da parte della polizia e di altre forze dell'ordine quell'anno. A partire dal 6 novembre 2015, 47 decessi dei 965 morti sono stati classificati come eventi collegati all'uso di taser.

### Cronologia
Numerosi incidenti hanno avuto ampio risalto presso il grande pubblico.
2003
- Nel novembre 2003 a Las Vegas, nel Nevada, l'agente di polizia Lisa Peterson è stata gravemente ferita (trauma permanente alla schiena e vertigini persistenti) durante un allenamento in condizioni controllate.[40]

2004
Un report della CBS nel 2004 descriveva 70 morti ritenute causate dal Taser, di cui 10 solo nell'agosto 2004. A quel tempo Amnesty International riportava il numero di 150 dal giugno 2001.
2005
- Luglio 2005, Regno Unito. La polizia del West Yorkshire ha colpito un uomo in shock da ipoglicemia, mentre non rispondeva ed era rimasto solo su un autobus in un deposito di autobus, ritenendo che fosse una potenziale minaccia alla sicurezza.[42]
- Un medico legale stabilisce per la prima volta che un Taser era il fattore principale di una morte.[43]

2006
- Aprile 2006, USA. Una donna di 56 anni, in sedia a rotelle, muore dopo essere stata colpita da dieci scosse di Taser, la morte viene giudicata omicidio.[44]
- Ottobre 2006, USA. Il diciassettenne Derek Jones di Martinsville, Virginia, è morto dopo essere stato ripetutamente colpito da un taser dalla polizia.[45]

2007
- Novembre 2007, Halifax, Nuova Scozia, Canada. L'incidente di Howard Hyde, la polizia lo aveva colpito con un Taser fino a cinque volte circa 30 ore prima che morisse
- [46]
- Novembre 2007, Chilliwack, British Columbia, Canada. Robert Knipstrom, 36 anni, è morto cinque giorni dopo un litigio con la polizia.[47]
- Dicembre 2007, Montréal, Quebec, Canada. Morte di Quilem Registre.[48]

In ottobre e novembre 2007, quattro persone sono morte dopo essere state sottoposte a colpi di taser in Canada, portando a richieste di limitarne l'uso. Il più celebre episodio di questi casi è stato quello di Robert Dziekański, un uomo polacco che non parlava inglese morto in meno di due minuti dopo essere stato taserato dalla Royal Canadian Mounted Police (RCMP) all'aeroporto internazionale di Vancouver, il 14 ottobre 2007. L'attacco via taser è stato registrato ed è stato trasmesso a livello nazionale. Sono seguiti altri tre incidenti mortali ad Halifax, Nova Scotia e Chilliwack, nella Columbia Britannica, che hanno portato Amnesty International a richiedere il termine dell'uso di Taser in Canada, dato che si sono registrati altri 16 decessi simili nel paese.
- Il 18 novembre 2007, un uomo di 20 anni a Frederick, nel Maryland, cadde svenuto e morì dopo essere stato colpito dal taser.[53]
- Novembre 2007, USA. L'incidente di Christian Allen:

Domenica 18 novembre 2007 a Jacksonville, in Florida, Christian Allen, 21 anni, venne fermato dalla polizia perché la sua autoradio era troppo rumorosa. Dopo una lotta con gli agenti in cui lui e un passeggero sono fuggiti a piedi, un ufficiale lo ha inseguito, una volta preso, lo ha colpito tre volte con il taser. Allen è morto più tardi in custodia cautelare.
Il 12 dicembre 2007, in risposta alla morte di Robert Dziekański, il ministro della sicurezza pubblica canadese Stockwell Day ha chiesto alla Commissione federale per i reclami pubblici contro il RCMP (CPC) di preparare raccomandazioni per un'implementazione immediata. Il rapporto CPC raccomandava di "limitare immediatamente l'uso dell'arma a condotta energetica (CEW)" riclassificandola come "impact weapon". La commissione ha pubblicato il suo rapporto il 18 giugno 2008; le raccomandazioni includono la limitazione dell'uso a ufficiali esperti (5 anni o più), fornendo assistenza medica a coloro che sono rimasti colpiti, migliorando la documentazione precedente sullo specifico utilizzo dell'arma, tra le altre cose.
2008
- Il 12 gennaio 2008, a Winnfield, in Louisiana, Baron Pikes è morto dopo essere stato colpito nove volte con un Taser da un ufficiale di polizia. Pikes è stato ammanettato e sei degli shock sono stati somministrati in meno di tre minuti.[58]
- 24 aprile 2008, USA. Kevin Piskura è morto dopo essere stato stordito da un X-26 Taser per 10 secondi mentre interferiva con l'arresto di un amico da parte della polizia a Oxford, nell'Ohio. Fu ricoverato in ospedale dopo lo scontro e morì cinque giorni dopo. Il video e l'audio dell'evento sono stati registrati dalla telecamera montata dell'X-26.[59]
- Nel giugno del 2008, una giuria federale ordinò a Taser International di pagare alla famiglia di Robert Heston, Jr., 6 milioni di dollari in danni punitivi e compensativi per la morte nel 2005 dell'uomo morto un giorno dopo essere rimasto colpito ripetutamente da agenti che usavano Tasers. Secondo un comunicato stampa, la giuria "ha deliberato che il produttore di pistole elettriche Taser International, con sede in Arizona, avrebbe dovuto avvertire più efficacemente la polizia che gli shock provocati dai taser erano potenzialmente pericolosi".[60]
- 22 luglio 2008, Winnipeg, Manitoba, Canada, un adolescente aborigeno di 17 anni è morto dopo essere stato colpito da taser durante un confronto con la polizia. L'adolescente aveva con lui un coltello durante l'incidente.[61]
- 29 luglio 2008, Statesville, Carolina del Nord, un uomo muore dopo essere stato colpito più volte mentre era sotto la custodia della polizia, dopo esser stato arrestato per aver rubato una carta regalo di Applebee.[62]
- 24 settembre 2008, USA. Incidente di Iman Morales Taser: il 24 settembre 2008 Iman Morales è stato colpito da taser ed è morto dopo essere caduto a 10 piedi da terra.[63]
- La dottoressa Lisa J. Kohler, della contea di Summit, in Ohio, ha citato il Taser come causa di morte in tre casi, Mark D. McCullaugh, Dennis S. Hyde e Richard Holcomb. Taser International fece causa e il 2 maggio 2008 il giudice di turno Ted Schneiderman ordinò al medico legale di rimuovere tutti i riferimenti a "Taser" nelle relazioni e cambiare la causa della morte nel caso di McCullaugh da "Omicidio" a "Indeterminato".[64]

2009
- L'8 gennaio 2009, a Martinsville, in Virginia, un ragazzo di 17 anni, Derick Jones, è stato fatalmente colpito con il taser dall'ufficiale R.L. Wray del dipartimento di polizia di Martinsville. L'autopsia ha rivelato che Jones era in buona salute con un cuore sano e senza condizioni patologiche preesistenti, così come non facesse uso di alcun farmaco e avesse soltanto fatto uso di alcol. Il medico legale ha stabilito che la sua morte era il risultato di un'aritmia cardiaca casuale, senza causa diretta. Tuttavia, ha escluso esplicitamente tutte le cause probabili di questa aritmia ad eccezione del Taser, che ha affermato non poteva essere definitivamente escluso "come fattore causale o contributivo" nella morte di Jones. I critici hanno indicato casi come questi per mostrare come l'aggressività mostrata nelle controversie inerenti ai taser che coinvolge i medici esaminatori possa aver influenzato le loro decisioni, o impedito loro di citare serenamente un Taser come causa di morte, nonostante il fatto che tutte le altre cause fossero definitivamente escluse.[65]
- 16 aprile 2009, Robert Mitchell, un ragazzo di 16 anni con una disabilità di apprendimento è stato colpito da taser ed è morto dopo essere fuggito da un veicolo di cui era passeggero durante un posto di blocco.[66]

2010
- Il 21 maggio 2010, a Tybee Island, in Georgia, un uomo di 18 anni con autismo è ferito dopo essere stato taserato dalla polizia.[67]
- 18 agosto 2010, Dublino, California, Martin Harrison, un uomo di Oakland di 50 anni rinchiuso nel carcere di Santa Rita, è morto dopo essere stato colpito due volte da un Taser durante una rissa con alcuni deputati. Lo scontro avvenne lunedì sera, ed è morto in ospedale verso le 5 di mercoledì.[68]
- 20 agosto 2010, contea di Washtenaw, Michigan, Stanley Jackson Jr., un trentunenne padre di quattro figli di Belleville è morto poche ore dopo essere stato taserato dalla polizia della contea di Washtenaw. AnnArbor.com riferisce che Jackson, è stato colpito dalla polizia nella casa di residenza di sua madre ed è morto due ore dopo essere stato ricoverato all'ospedale.[69]
- 9 settembre 2010 David Smith, 28 anni, è morto dopo essere stato taserato dalla polizia a Minneapolis, MN. Gli agenti di polizia lo colpiscono dopo essere stati chiamati nel centro di Minneapolis, dove David Smith si stava rifiutando di andarsene. David Smith è andato in arresto cardiaco dopo essere stato colpito e più tardi è morto. Era disarmato.[70]
- Il 17 settembre 2010 Oklahoma City, in Oklahoma, Gary Lee Grossenbacher, 48 anni, muore dopo essere stato taserato dalla polizia, mentre resiste all'arresto in seguito a una chiamata per disturbo della quiete pubblica. Ciò segue ad un incidente del 6 luglio 2010 a Oklahoma City, durante il quale Damon Lamont Falls, 31 anni, è stato taserato mentre fuggiva da un presunto tentativo di rapina, e successivamente è morto.[71]

2015
- 3 febbraio 2015, presso il carcere di Fairfax County, Virginia. Natasha McKenna, 37 anni, smette di respirare e va in arresto cardiaco dopo che una pistola elettrica è stata usata quattro volte su di lei mentre era ammanettata e aveva le gambe incatenate.[72]

2016
- Il 15 agosto 2016, l'ex giocatore di football professionistico Dalian Atkinson, 48 anni, è morto dopo essere stato colpito da taser a Telford, nel Regno Unito.[73]